# Parevander nietii
Parevander nietii är en skalbaggsart som först beskrevs av Guérin-Méneville 1844.  Parevander nietii ingår i släktet Parevander och familjen långhorningar.
Artens utbredningsområde är Guatemala. Inga underarter finns listade i Catalogue of Life.